# موریسانیا (برانکس)
موریسانیا (به انگلیسی: Morrisania) یک منطقهٔ مسکونی در ایالات متحده آمریکا است که در برانکس واقع شده‌است. موریسانیا ۱۶٬۸۶۳ نفر جمعیت دارد.